# Changkou (köpinghuvudort i Kina, Zhejiang Sheng, lat 29,91, long 119,88)
Changkou (kinesiska: 场口镇) är en köpinghuvudort i Kina. Den ligger i provinsen Zhejiang, i den östra delen av landet, omkring 47 kilometer sydväst om provinshuvudstaden Hangzhou. Antalet invånare är 29 709. Befolkningen består av 14 542 kvinnor och 15 167 män. Barn under 15 år utgör 14,0 %, vuxna 15-64 år 72 %, och äldre över 65 år 13,0 %.
Runt Changkou är det tätbefolkat, med 343 invånare per kvadratkilometer. Närmaste större samhälle är Xindeng, 15,7 km väster om Changkou. I omgivningarna runt Changkou växer i huvudsak blandskog.
Genomsnittlig årsnederbörd är 2 207 millimeter. Den regnigaste månaden är juni, med i genomsnitt 474 mm nederbörd, och den torraste är januari, med 82 mm nederbörd.